# Annibale Berton
Annibale Berton (Treporti, 8 marzo 1936 – Venezia, 30 dicembre 2004) è stato un canoista italiano.

## Biografia
Nato a Treporti, in provincia di Venezia, nel 1936, faceva parte della Canottieri Bucintoro di Venezia.
A 24 anni partecipò ai Giochi olimpici di Roma 1960, nel K1 4x500 metri, insieme a Renato Ongari, Alberto Schiavi e Cesare Zilioli, venendo eliminato in semifinale con il 4º tempo su 4, 7'59"21, dopo aver passato il primo turno al ripescaggio.
Morì nel 2004, a 68 anni.